# Capsicum pubescens
Capsicum pubescens é uma pimenta com frutos de tamanho médio, comum no Peru, Bolívia, Chile, Argentina e Equador. Conforme as regiões é localmente designada por rocoto (em quíchua) ou locoto (em aimará).

## Descrição
Os frutos desta espécie de pimenta possuem paredes espessas, tal como os pimentos, mas são muito mais picantes. A folhagem da planta tem cor verde escura e é tomentosa. As flores são de cor púrpura com manchas esbranquiçadas e as sementes são escuras (castanho escuro a preto), enquanto a maioria das sementes de espécies de Capsicum domesticadas têm cor clara. Se suportada, a planta pode atingir uma altura de quase dois metros. É uma planta perene e se protegida da geada e convenientemente podada pode manter-se por muitos anos.
Encontra-se entre as primeiras pimentas a serem domesticadas, sendo já cultivada há 5000 anos. Está provavelmente relacionada com pimentas silvestres que ainda crescem na América do Sul (Capsicum cardenasii, Capsicum eximium e outras). Tal como Capsicum baccatum e Capsicum chinense, trata-se de uma espécie distinta no género Capsicum; a maioria das pimentas são cultivares ou híbridos de Capsicum annuum.
Esta pimenta desenvolve-se bem em climas temperados e até mesmo frescos sem verões quentes, ao contrário da maioria das pimentas picantes.
Apesar de a maioria dos frutos desta espécie ser vermelha, há também um tipo amarelo que é comum nas Caraíbas e México e ainda uma variedade laranja.
Outros nomes comuns: locoto, manzano, canario (tipo amarelo), caballo, e peron.

## Usos culinários
Um prato popular na América do Sul, o rocoto relleno do Peru, é preparado recheando rocotos com uma mistura de carne. Ainda no Peru, os rocotos são muitas vezes usados na preparação de ceviche. 

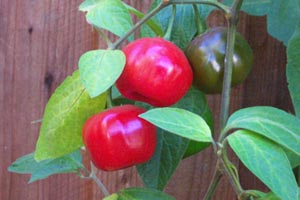
Pimentas rocoto
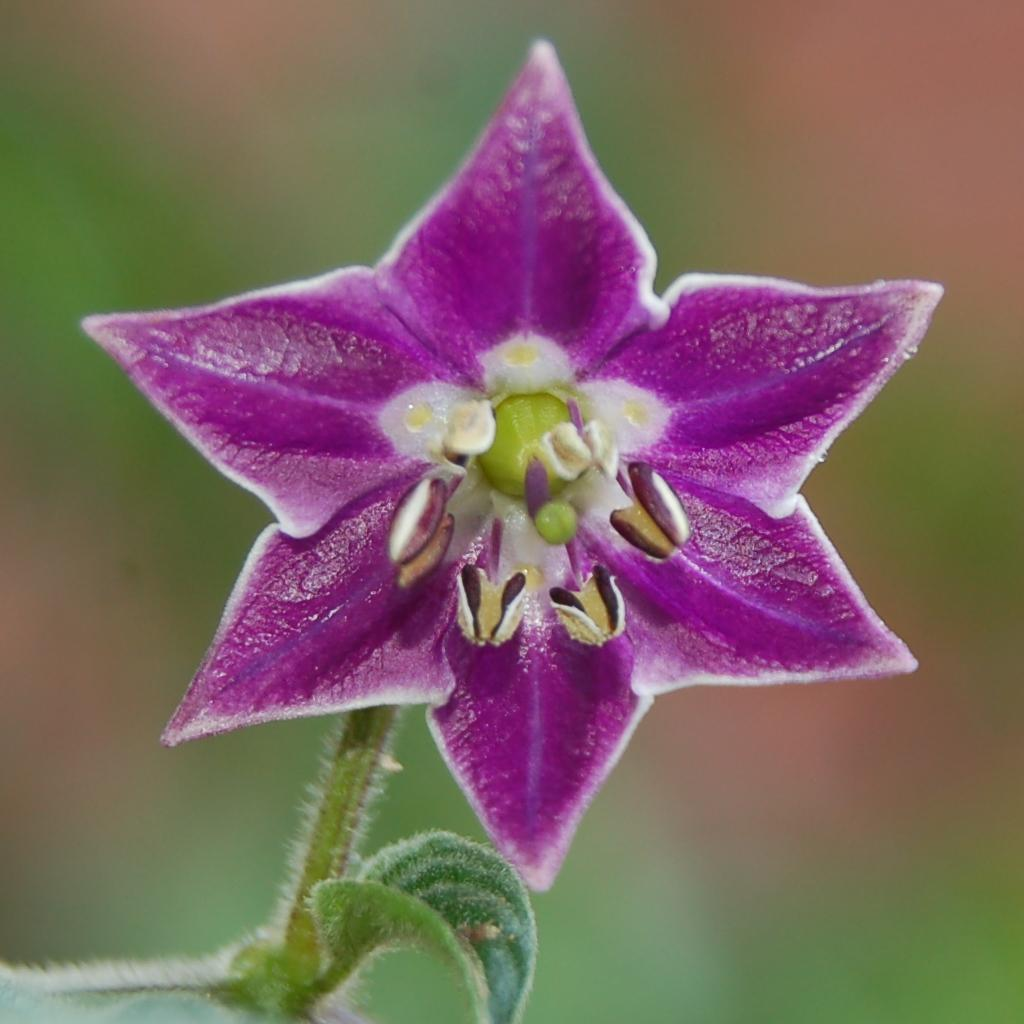
Flor típica de rocoto: corola púrpura com manchas brancas no centro.